# Eleonora Fugger von Babenhausen
Eleonora Fugger von Babenhausen (4. října 1864 Bartenstein – 1. března 1945 Vídeň) byla rakouská prominentka a kronikářka rodu Fuggerů, rozená princezna Hohenlohe-Bartenstein a vdaná kněžna Fugger von Babenhausen. Je více známá jako Nora Fugger.

## Život
Narodila se jako třetí dítě knížete Karla Hohenlohe-Bartenstein a jeho manželky Rosy Karoliny, hraběnky ze Šternberka. Měla dva starší sourozence, princeznu Marii (1861–1933) a prince Johannese (1863–1921), který se oženil s arcivévodkyní Annou Toskánskou, dcerou Ferdinanda IV., velkovévody Toskánského a sestrou Luisy, korunní princeznou Saskou.
Dne 8. ledna 1887 se ve Vídni vdala za prince Karla Fugger von Babenhausen. Její manžel byl komorníkem císaře Františka Josefa I. Spolu měli šest dětí:
- 1. Frederika (27. 10. 1887 Klagenfurt am Wörthersee – 4. 7. 1949 Vídeň), manž. 1908 sir Adrian Carton de Wiart (5. 5. 1880 Brusel – 5. 6. 1963)[1][2]
- 2. Jiří (24. 7. 1889 Šoproň – 1. 8. 1934 Augsburg), manž. 1914 hraběnka Alžběta von Plessen (8. 7. 1891 Altenkrempe – 26. 8. 1976 Augsburg)[2]
- 3. Sylvie (8. 5. 1892 Enzersdorf an der Fischa – 13. 4. 1949 Vídeň), manž. 1925 hrabě Friedrich zu Münster (20. 6. 1891 Bad Homburg vor der Höhe – 7. 1. 1942 Berlín)
- 4. Leopold (18. 7. 1893 Šoproň – 8. 7. 1966 Hamburk), manž. 1924 hraběnka Věra Černínová z Chudenic (4. 6. 1904 Mnichov – 18. 9. 1959 Kirkwood, Missouri), rozvedli se roku 1936[3]
- 5. Marie Terezie (1. 3. 1899 Vídeň – 28. 6. 1994 Starnberg), manž. 1921 Heinrich kníže von Hanau, hrabě von Schaumburg (27. 12. 1900 Starnberg – 12. 10. 1971 Klagenfurt am Wörthersee)[4][3]
- 6. Helena (21. 6. 1908 Vídeň – 25. 1. 1915 Babenhausen)[5]

Kněžna Eleonora zemřela 1. března 1945 ve Vídni, kde strávila posledních dvacet let svého života.

## Tituly a oslovení
- 4. října 1864 – 8. ledna 1887: Její Jasnost princezna Eleonora Hohenlohe-Bartenstein
- 8. ledna 1887 – 1. března 1945: Její Jasnost kněžna Fugger von Babenhausen

## Dílo
- Im Glanz der Kaiserzeit. Amalthea, Wien 1989, ISBN 3-85002-132-7 (první vydání 1932).